# Józef Rosner
Józef Rosner (ur. 13 kwietnia 1892 w Cieszynie, zm. 27 stycznia 1971 w Krakowie) – polski artysta fotograf, działacz ruchu fotograficznego. Członek rzeczywisty i członek honorowy Związku Polskich Artystów Fotografików. Członek Polskiego Towarzystwa Fotograficznego. Członek Krakowskiego Towarzystwa Fotograficznego.

## Życiorys
W 1906 roku Józef Rosner zaczął przyuczać się do zawodu ślusarza w Ostrawie. W 1908 roku zaczął pracę w zakładzie fotograficznym Hof – und Kammerphotographer Karl Pitzner, gdzie zdał egzamin na czeladnika. W 1910 osiedlił się w Niemczech, gdzie od 1925 roku prowadził własny zakład fotograficzny w Chemnitz. W 1927 roku został członkiem Gesellschaft Deutscher Lichtbildner (Stowarzyszenia Niemieckich Fotografów). W 1936 roku osiedlił się w Krakowie, gdzie otworzył kolejny własny zakład fotograficzny.
Od 1924 roku Józef Rosner aktywnie uczestniczył w prezentacji swoich fotografii. Jego prace były prezentowane m.in. w Danii, Francji, Holandii, Irlandii, Japonii, Stanach Zjednoczonych, Szwecji, we Włoszech oraz w Polsce. Miejsce szczególne w jego twórczości zajmowała fotografia pejzażowa, fotografia portretowa oraz fotografia użytkowa, w dużej części wykonywana w technikach szlachetnych takich jak guma, pigment, przetłok bromolejowy.
W 1950 roku został przyjęty w poczet członków rzeczywistych Okręgu Krakowskiego Związku Polskich Artystów Fotografików. W 1956 roku został członkiem honorowym ZPAF. W 1959 roku został laureatem Nagrody Miasta Krakowa. Prace Józefa Rosnera znajdują się m.in. w zbiorach Muzeum Historii Fotografii im. Walerego Rzewuskiego w Krakowie.